# Allison Balson
Allison Balson, född 19 november 1969 i Los Angeles, Kalifornien, är en amerikansk skådespelare. Hon är mest känd för rollen som Nancy Oleson i TV-serien Lilla huset på prärien. Hon har även medverkat i The Life and Times of Eddie Roberts och Broken Blood.